# Locmiquélic
Locmiquélic (tiếng Breton: Lokmikaelig) là một xã ở tỉnh Morbihan trong vùng Bretagne tây bắc Pháp. Xã này có diện tích 3,58 km², dân số năm 1999 là 3945 người. Khu vực này có độ cao từ 0-24 mét trên mực nước biển.
Cư dân của Locmiquélic danh xưng trong tiếng Pháp là Locmiquélicains hoặc Minahouëts.